# Vol Turkish Airlines 278
Le 29 décembre 1994, un Boeing 737-400 effectuant le vol Turkish Airlines 278, un vol régulier intérieur reliant l'aéroport international Esenboğa, à Ankara, à l'aéroport Van Ferit Melen (en), dans l'est de la Turquie, s'est écrasé lors de l'approche finale, tuant cinq des sept membres d'équipage et 52 des 69 passagers à bord, tandis que deux membres d'équipage et 17 passagers ont survécu avec des blessures graves.
Il s'agit, à l'époque, du pire accident aérien impliquant un Boeing 737-400, avant d'être dépassé, en 2007, par le vol Adam Air 574 (102 victimes), ainsi que du 4e plus meurtrier survenu en Turquie.

## Avion
L'appareil impliqué est un Boeing 737-4Y0, immatriculé TC-JES (numéro de série 26074/2376), qui a été construit par Boeing et a effectué son premier vol le 25 septembre 1992. Il était équipé de deux moteurs CFM International CFM56-3C1. 

## Accident
À 15h30, le vol 278 a percuté une colline à 5 700 pieds (1 700 m) d'altitude, située dans le district d'Edremit, à environ quatre kilomètres de l'aéroport Van Ferit Melen (en), alors qu'il effectuait une troisième approche, de type VOR/DME, sur la piste 03, à cause du mauvais temps (visibilité inférieure au minimum requis, forte chute de neige), malgré un avertissement du contrôle aérien, leur indiquant de ne plus tenter d'approche sur l'aéroport, en raison des conditions météorologiques dans la région.
L'avion avait un équipage de sept personnes, dont le commandant de bord Adem Ungun et le copilote Yavuz Alıcı, et 69 passagers, dont deux bébés. Deux membres de l'équipage et 17 passagers ont survécu à l'accident, malgré de graves blessures subies pendant le crash. 